# Слимница
 Тази статия е за нестрамското село.  За другото костурско село вижте Слимнища.  За други значения на Сливница вижте Сливница (пояснение).
Слѝмница или книжовно Слѝвница (на гръцки: Τρίλοφος, Трилофос, катаревуса: Τρίλοφον, Трилофон, до 1950 година Σλήμνιτσα, Слимница, на албански: Slimicë или Slimica) е село в Егейска Македония, Гърция, дем Нестрам (Несторио), област Западна Македония.

## География
Селото се намира в областта Нестрамкол на 40 километра западно от Костур, в южното подножие на граничната между Гърция и Албания планина Алевица на левия бряг на река Бистрица. Разположено е близо до гръцко-албанската граница на височина 1150 m между върховете Конопица (1334 m) и Порос (1202 m), известен и като Свети Христофор, по името на старата църква, съществувала там преди Гражданската война (1946 – 1949). Слимнишкият проход, разположен изток от Слимница на вододела между Слимнишката река и Шара, приток на Девол, свързва селото с Николица в Албания, а проходът Вратца на северозапад, който минава през едноименния хребет Вратца го свързва с Аръз.

## История

### Произход на селото
Селото е основано от християнско славянско население от Епир и днешна Албания. Според преданията на старите слимничени Вангел Пържинков, Пандо Главиновски, Чомо Терзицки, Вангеле Синатковски, записани след Гражданската война в Гърция, повечето от семействата на селото произхождат от Епир и от днес албанските села Чета, Ситница, Видово и други.

### Изселване в Брацигово и Ковачевица в XVIII век
Около 1770 или в 1791 година много жители на Слимница и съседните Омотско и Орешец се изселват в Брацигово поради притеснения от страна на албанското население. Омотчени, слимничени и орешчени пристигат в Пещера с цялото си движимо имущество и добитък и започват да обикалят околните села Брацигово, Козарско, Кричим и Перущица, за да си намерят място за заселване. Слимничени са бичкиджии, омотчени – дюлгери, а орешчени – занаятчии: бояджии, сапунджии, шарлаганджии, бъчвари и джамбази. Заселват се в Брацигово, където няма турци. Девет слимничани се заселват в Перущица, част от омотчани – в Козарско и част от омотчани и орешчани остават в Пещера, където образуват Габер махала. Наследственият аянин на Татарпазарджишка каза Хасан бей Гаванозоолу им позволява да се заселят в Брацигово и да избегнат задължителната за българчетата работа на чалтиците в замяна на ежегодна дюлгерска работа на седемте му чифлика. В Брацигово омотчани, най-многочислени от преселниците, се заселват в северната част на селото и образуват Омотската махала. Слимничани се установяват в източната, а орешчени, най-малобройните, по средата на селото. От Слимница са видните представители на Брациговската архитектурно-строителна школа Никола Троянов (1775 - 1862) и Петър Чомпъл (около 1746 – ?).
От Слимница произлизат брациговските родове Кънчеви, Янкови, Ликоманови, Шишкови, Троянови, Ценови, Сокерови, Търпоманови, Терзикини, Прекумови, Чомпалови, Джамбазови, Дългъчеви, Петлешкови, Вълеви, Недялкови, Кьослеви, Чомови.
Семейства от Слимница, заедно с омотчани и добролищани се заселват в 1791 година и в неврокопското село Ковачевица, където образуват така наречената Арнаутска махала. Те се занимават със строителство и основават Ковачевишката архитектурно-строителна школа.

### Слимница в XIX век
В края на XIX век Слимница е голямо българско село в Костурската каза на Османската империя, едно от петте яновенски села. Църквата „Успение Богородично“ в Горната махала е от 1843 година, а „Свети Атанасий“ в Долната от 1872 година. В 1880 година има двеста семейства. В 1878 година след Гръцкото въстание в Македония заедно със съседното Пилкати селото е разгромено от албанските банди на Абидин. Много от жителите му се изселват в Костур, а след като Тесалия е предадена на Гърция в 1881 година, се заселват в Мега Кесерли и Трикала. Според Сребрен Поппетров до към 1915 година двете корчански български села Бобощица и Дреново се сродяват само помежду си и със селяни от Слимница, като обичаите и говорът на слимничани е като тези в Бобощица и Дреново.
На Етнографската карта на Битолския вилает на Картографския институт в София от 1901 година Слимница е чисто българско село в Корчанската каза на Корчанския санджак със 130 къщи.
В началото на XX век цялото население на Слимница е под върховенството на Цариградската патриаршия. По данни на секретаря на Българската екзархия Димитър Мишев („La Macédoine et sa Population Chrétienne“) в 1905 година в Сливница има 400 българи патриаршисти гъркомани и в селото работи гръцко училище.
Гръцка статистика от 1905 година представя Сливница като гръцко-турско село с 94 жители гърци и 480 турци. Според Георги Константинов Бистрицки Слимница преди Балканската война има 40 български къщи.
В Екзархийската статистика за 1908/1909 година Атанас Шопов поставя Слимница в списъка на „българо-патриаршеските села“ в Корчанска каза.
В началото на XX век в района действа албанската чета на Сали Бутка, който събира пари и добитък от Яновени, Пилкати, Слимница и Тухол.

### В Гърция
През Балканската война селото е окупирано от гръцки части и след Междусъюзническата война в 1913 година влиза в Гърция. Боривое Милоевич пише в 1921 година („Южна Македония“), че Слимица има 80 къщи славяни християни. В 1928 година в селото има само трима гърци бежанци. Политическите убийства са три. В 1924 година в селото на хълма на границата между двете махали е построена каменна училищна сграда, запазена и до днес, с финансовата подкрепа на Алексиос Самарас, търговец на дървен материал във Волос. Строители на сградата са майстори арванити от село Щика в Колония. В 1928 година в училището на Слимница има 68 деца, а в детската градина - 22. По време на окупацията през Втората световна война през лятото на 1942 година, за да се ликвидират базите на Съпротивата, селото е изгорено от три германски батальона заедно с Омотско, Пилкати и Яновени.
По време на Гражданската война селото пострадва силно и на 27 юли 1947 година е напуснато от жителите си. Църквата „Успение Богородично“ е полуразрушена. След войната властите не позволяват на избягалите в по-сигурните полски села слимничени да възстановят селото.
В 1950 година селото е прекръстено на Трилофос. С декрет от 16 декември 1953 година землището на Слимница е присъединено към това на Тухол.
В Слимница са запазени каменна чешма на входа на селото, както и останките от манастира „Свети Йоан Предтеча“ на самата граница в посока Аръз и параклисът „Свети Христофор“.
| Година    | 1913 | 1920 | 1928 | 1940 | 1951 | 1961 | 1971 | 1981 | 1991 | 2001 | 2011 | 2021 |
| --------- | ---- | ---- | ---- | ---- | ---- | ---- | ---- | ---- | ---- | ---- | ---- | ---- |
| Население | 567  | 612  | 366  | 343  |      |      |      |      | 23   | 31   | 6    | 1    |

## Личности
Слимница - традиционен строителен център, дава много представители на Брациговската строителна школа, като най-известните са Никола Троянов (около 1775 – 1862), автор на известната църква „Св. св. Петър и Павел" в град Сопот и на църквата „Свети Никола" в град Карлово, и Петър Чомпъл (около 1746 – ?), автор на „Свети Теодор Тирон“ в Радилово и на „Света Неделя“ в Батак. От Слимница са гръцките революционери Никола Белов (Николаос Белос) и Васил Костов Георгиев (Василис Георгиу Фармакис), участници в Гръцкото въстание в Македония в 1878 година. Гъркоманското село дава и няколко дейци на гръцката пропаганда в Македония в началото на XX век. Сред последните родени в селото, преди запускането му са Михо Терзицки (Михалис Раптис, 1931 - ?), фолклорист и филолог и  Христос Мецкас (р. 1936), румънски футболист.